# North Kesteven
North Kesteven ist ein District in der Grafschaft Lincolnshire in England. Verwaltungssitz ist die Stadt Sleaford. Weitere bedeutende Orte sind Branston, Heckington und North Hykeham.
Der Bezirk wurde am 1. April 1974 gebildet und entstand aus der Fusion des Urban District Sleaford sowie der Rural Districts East Kesteven und North Kesteven. Diese gehörten zuvor alle zu Kesteven, einer von 1889 bis 1974 bestehenden Verwaltungsgrafschaft.
Koordinaten: 53° 9′ 0″ N, 0° 30′ 0″ W